# Ninel Conde
Ninel Herrera Conde (ur. 29 września 1970 w Toluce) – meksykańska aktorka, modelka i piosenkarka. Znana z roli Almy Rey w telenoweli Zbuntowani. Studiowała aktorstwo w Centro de Arte y Teatro Emilia Carranza oraz w Sergio Jimenez y Rene Pereira Acting Studios.

## Filmografia
- 2009–2010: Morze miłości (Mar de Amor) jako Catalina poddawała się jako Coral
- 2007–2008: Fuego en la sangre (meksykańska Gorzka Zemsta) jako Rosario Montes
- 2004–2006: Zbuntowani (Rebelde) jako Alma Rey
- 2001–2002: Tak jak w kinie (Como en el cine) jako Topacio 'La Matadora'
- 2000: Zemsta - drugie spojrzenie (La Revancha) jako Reina Azcárraga
- 1999: Besos prohibidos jako Karen
- 1999: Catalina i Sebastian (Catalina y Sebastián)
- 1998: Perła (Perla)
- 1996: Serce Clarity (Luz Clarita)
- 1995: Bajo un mismo rostro

## Dyskografia
- Ninel Conde (2003)
- Y ganó el amor (2004)
- La Rebelde (2005)
- Bombón Asesino (2006)
- Ayer y Hoy (2011)